# Risum-Lindholm
Risum-Lindholm (en frisón septentrional: Risem-Lunham) es un municipio situado en el distrito de Frisia Septentrional, en el estado federado de Schleswig-Holstein (Alemania), con una población a finales de 2016 de unos 3765 habitantes.
Se encuentra ubicado al noroeste del estado, cerca de la costa del mar del Norte y de la frontera con Dinamarca.
Una escuela en esta localidad imparte cursos en dialecto frisón de Bökingharde. 